# Shaneel Naidu
Shaneel Naidu (28 de março de 1995) é um futebolista fijiano que joga como goleiro. Atualmente defende o Dekreti FC.

## Carreira
Shaneel Naidu ele fez parte do elenco da Seleção Fijiana de Futebol nas Olimpíadas de 2016.